# Þorbjǫrg lítilvǫlva
Þorbjǫrg lítilvǫlva ist eine literarische Figur aus der Eiríks saga rauða, die die Rolle einer Seherin einnimmt.

## Überlieferung
Þorbjǫrg wird lediglich in einer Nebenhandlung im Kapitel 4 der Eiríks saga rauða erwähnt. Das Kapitel handelt ausschließlich von ihr und dem von ihr durchgeführten Zauber. In der zweiten der Vinland-Sagas, der Grænlendinga saga kommt sie hingegen nicht vor.

## Handlung
Þorbjǫrg ist die Überlebende von zehn Schwestern, die alle mantisch (wahrsagerisch) begabt waren. Ihre Eigenart war es, zur Winterzeit von Hofstelle zu Hofstelle zu ziehen und sich dort zu Gelagen einladen zu lassen, die sie mit ihren Fähigkeiten unterhielt.
Die Saga eröffnet die Nebenhandlung damit, dass in Grönland eine schwere Hungersnot herrschte und so der wohlhabende Bauer Þorkell in Herjólfsnes der Seherin einen festlichen Empfang bot, um für sich und seine Haus- und Hofgemeinschaft eine gute Zukunftsvorhersage in ungewisser Zeit zu erhalten. Die eintretende Þorbjǫrg wird durch die Anwesenden ehrfürchtig begrüßt.
Es folgt eine detaillierte Beschreibung ihrer Kleidung: Sie war mit einem körperlangen blauen Mantel bekleidet, der bis zum Saum mit Edelsteinen besetzt war, um den Hals trug sie eine Kette mit Glasperlen. Als Kopfbedeckung trug sie eine schwarze Lammfellhaube mit einem Pelzfutter aus Katzenfell, dazu führte sie als Attribut der Seherin einen knaufbewehrten Stab, der mit Kupfereinlagen verziert war. An den Füßen trug sie Kalbsfellschuhe und Handschuhe, die ebenfalls aus Katzenfell gefertigt waren, der Mantel wurde von einem aus Zunderschwamm gewirkten Gürtel gehalten, an dem eine Ledertasche für ihre Utensilien hing.
Þorkell geleitet sie zu einem Podest, einem extra für sie errichteten Hochsitz der Seherinen (seiðhallr). Nach einem Festmahl, das ebenfalls detailliert beschrieben wird, fordert er sie auf, seine persönlichen Fragen über seinen Hausstand zu beantworten, was diese – die meiste Zeit eher schweigsam – auf den nächsten Tag verschob, da sie erst eine Nacht des Schlafes benötige.
Die nächste Szene am folgenden Tag ist durch das Zauberritual und der Weissagung bestimmt. Durch die Gastgeber ist alles vorbereitet, allerdings benötigt Þorbjǫrg eine Frau, die mit den Varðlokur, einem Zaubergesang, ihren Zauber erst wirksam machen würde. Niemand der Anwesenden beherrscht diesen Gesang, bis Guðríðr Þorbjarnardóttir, eine der Hauptfiguren der Saga, die bei Þorkell zu Gast ist. Guðríðr erläutert, dass sie die Varðlokur in Island als Kind von ihrer Pflegemutter gelernt habe. Nun habe sie jedoch Skrupel, dass sie als Christin diese heidnischen Riten unterstützen könnte. Þorbjǫrg überredet Guðríðr, dass diese dadurch doch helfen könnte und somit kein schlechter Mensch sei, und setzte sie gemeinsam mit Þorkell unter Druck. Guðríðr gibt nach und so versammeln sich die Frauen in einem Kreis um den Podest mit Þorbjǫrg, Guðríðr singt das Lied und der Zauber konnte wirken.
Die Seherin bleibt dem Hausherrn nichts schuldig und weissagt ihm eine gute Zukunft, und dass die gegenwärtige Krisensituation sich zum Positiven auflöst. Guðríðr sagt sie anschließend eine glückliche Ehe voraus, und dass sie die Mutter eines großen Geschlechts in Island werden würde, danach beantwortet sie die Fragen aller Anwesenden und es heißt, dass die meisten ihrer Wahrsagungen wahr wurden. Anschließend wird sie zu einem anderen Hof gerufen, während Guðríðrs Vater Þorbjǫrn an den Hof zurückkehrt, da er bei dem heidnischen Ritual nicht hatte anwesend sein wollen. Damit endet die Nebenhandlung und leitet über zum Haupthandlungsstrang der Saga.

## Bewertung
Die Szene ist eine der bedeutendsten Darstellungen von Wahrsagen und Magie in der altnordischen Sagaliteratur. Þorbjǫrg wird als spákona und als vísindakona bezeichnet, über ihren Beinamen lítilvǫlva aber auch als (kleine) Völva. Das von ihr durchgeführte Ritual wird als seiðr bezeichnet, sie jedoch nicht als seiðkona, wie sonst üblich. Die Begriffe werden als synonym angesehen, da dieselben Personen häufig mit mehreren Begriffen bezeichnet werden. Die Szene dient aufgrund ihrer Detailfülle mit der Beschreibung der Kleidung und der Ausrüstung (darunter dem seiðstafr „Zauberstab“), des Essens und der Durchführung des Rituals als Quelle für das Sehertum im germanischen Mittelalter genutzt, da die beschriebenen Praktiken und Riten aus heidnischer Zeit auf Merkmale hinweisen, die mit den historisch-realen Germanischen Seherinnen in Verbindung zu bringen sind. Der Gebrauch einer Seherin soll deswegen im Falle einer Hungersnot üblich gewesen sein. Hervorgehoben wird zudem auch die Ehrerbietung, die sie von den übrigen Anwesenden erfährt. Im Gegensatz zu anderen Überlieferungen, wo die Vision erst vermittelt und interpretiert werden musste, kann Þorbjǫrg direkt zu den Fragenden sprechen. Die Beschreibung der Kleidung Þorbjǫrgs ist die detaillierteste in ihrem Literaturgenre und die beschriebene Extravaganz übersteigt die der Oberschicht, allerdings sind auch weniger wertvolle Materialien wie Kalbsfell zu finden. Da es heißt, dass Þorbjǫrg neun Schwestern hatte, aber keinen Bruder, was genealogisch unwahrscheinlich ist, nimmt sie eine weniger menschliche als mythologisch-göttliche Rolle ein, die sie in die Nähe von Disen und Nornen rückt. Sie wird als Vermittlerin zwischen der weltlichen und geistlichen Sphäre präsentiert. Auch die Tatsache, dass sie nur Schwestern hatte und sich zudem während des Rituals nur von Frauen umgeben lässt, wird als Zeichen dafür gewertet, dass die Seherinnen damals außerhalb der patriarchalischen Gesellschaftsordnung standen. Jan de Vries bewertet die Darstellung vom Eindruck her als durchaus zuverlässig.
Die Szene hat für den Fortgang der Saga eigentlich keine Bedeutung. Sie dient der Verherrlichung von Guðríðr, der Stammmutter einer mächtigen Familie in Island und Vorfahrin der Bischöfe Þorlákur Runólfsson, Björn Gilsson und Brandur Sæmundarson. Denn nur in diesem Zusammenhang hat die ausführliche Darstellung der Seherin Þorbjörg im vierten Kapitel eine Funktion. Guðríðr spielt in der Weissagungszeremonie eine zentrale Rolle und erhält wie oft in den Viten bedeutender Persönlichkeiten eine eigene Weissagung über die strahlende Zukunft ihres Geschlechts.